# Waylon Jennings
Waylon Arnold Jennings (15 de junio de 1937-13 de febrero de 2002) fue un cantante estadounidense de música country.

## Infancia y adolescencia
Waylon Jennings nació en la campiña de las afueras de Littlefield, Texas. Fue el primer hijo de Lorene Beatrice Shipley y William Alvin Jennings, familia de tradición cristiana. A los ocho años, su padre le enseñó a tocar la guitarra. Y dos años después formó su primera banda. Durante su adolescencia tuvo diversos trabajos, dejando el colegio para dedicarse a su carrera como músico; fue en ese período cuando conoció a Buddy Holly, quien también tenía como referencias musicales a los Mayfield Brothers de West Texas, Smokey Mayfield, y Herbert y Edd Mayfield.
Después de unos años de inactividad, durante los cuales se mudó a Texas (Arizona), donde continuó trabajando en la radio, Jennings reanudó su carrera musical en Phoenix (Arizona). Comenzó sus actuaciones en un club nocturno llamado JD. Firmó un contrato con A&M Records, la compañía de Herb Alpert, una discográfica de nuevo cuño con la que tuvo ciertos éxitos locales en Phoenix, tales como Four Strong Winds (escrita por Ian Tyson), y Just to Satisfy You (coescrita con Don Bowman). 
La noche del 3 de febrero de 1959 el avión donde iban Buddy Holly, Ritchie Valens y The Big Bopper (J. P. Richardson) se estrelló en las afueras de Mason City, Iowa, muriendo todos los pasajeros. El incidente acabó siendo conocido como «El día que murió la música», debido a la mención que Don McLean hizo del mismo en su canción «American Pie». Años después del trágico accidente, Jennings admitió que se sintió terriblemente culpable por lo sucedido. The Big Bopper, que en principio iba a ir en autobús, se mostraba molesto por ello, dado que sufría de gripe aquellos días y no esperaba mucha comodidad en el viaje por carretera; Jennings se ofreció a cederle su asiento en el avión e ir él en su lugar en autobús, lo que Richardson aceptó; al burlarse Buddy Holly, diciéndole a Jennings «espero que tu autobús se congele» (en referencia al frío que Richardson esperaba que hiciese en él), él le respondió: «pues entonces espero que tu avión se estrelle».
Grabó un disco para la firma BAT llamado sencillamente DJ, del cual 500 copias fueron distribuidas y vendidas a través de sus actuaciones en el club, y otras 500 distribuidas por la firma Sounds. Durante este periodo también fue guitarrista para Patsy Montana en la grabación de un álbum de la cantante en 1964 (Arizona). 
Duane Eddy y Bobby Bare recomendaron a Jennings al productor Chet Atkins, una de las figuras capitales del llamado sonido Nashville y este logró a Waylon un contrato con la compañía RCA Victor. Bobby Bare hizo una versión de la canción «Four Strong Winds» después de escuchar la versión de Jennings. Todavía bajo contrato de A&M, Alpert le permitió firmar con la RCA Records. Jennings empaquetó sus cosas y se mudó a Nashville, Tennessee en 1965.

## El sonido Nashville
Jennings estaba acostumbrado a grabar con su propia banda, "The Waylors". Sin embargo, esta práctica no gustaba a los productores de Nashville, quienes, normalmente, controlaban cada aspecto de la grabación. Tiempo después Jennings se sentiría limitado por el sonido Nashville y por la falta de libertad artística propia de esta conocida industria musical de la década de los sesenta.
En lo personal, en esta época Waylon se casó en segundas nupcias con Lynn Jonnes. Más tarde, su tercer matrimonio tuvo lugar con Barbara Rood. Se casó, por cuarta y última vez, con Jessi Colter en 1969. Colter (conocida más adelante como Miriam Eddy), había estado casada con la leyenda de la guitarra Duane Eddy. Con la ayuda de Jennings, Colter se convirtió en una cantante de country por su propio derecho durante los años setenta y de esta década data el importante single "I'm Not Lisa", el cual conseguiría una notable audiencia. 
En 1972 Jennings sufrió una hepatitis que estuvo cerca de matarle; fue el reflejo de la frustración que sentía por la atmósfera opresiva de Nashville. En las últimas semanas de su contrato de grabación conoció a Willie Nelson, otro talento que había renunciado a la compañía RCA dos años atrás como consecuencia de la falta de libertad creativa, por lo que se había marchado a Texas. Jennings siguió el ejemplo de Nelson y ese mismo año abandonaría Nashville para relanzar su carrera en Phoenix.

## Country Outlaw
Dos cosas llegaron a cambiarle los tiempos difíciles a Jennings. La primera fue un mánager de la ciudad de New York llamado Neil Reshen; la segunda fue su viejo amigo Willie Nelson. Reshen se reunió con Jennings, quien se estaba recuperando de la hepatitis, y le ofreció renegociar sus contratos de grabación de giras.
Jennings aceptó y las negociaciones empezaron en 1972 en el aeropuerto de Nashville, donde Jennings le presentó a Reshen a su amigo Nelson. Al terminar la reunión, Reshen era mánager de ambos cantantes. Para ese momento Jennings se había dado cuenta de que las bandas de rock obtenían mayor libertad para expresar su creatividad en sus grabaciones, con o sin productor, y hasta podían hacer las portadas ellos mismos, una libertad que hasta entonces él no había disfrutado. 
En 1972, RCA lanzó el disco Ladies Love Outlaws, un álbum que Jennings nunca quiso lanzar. Sin importar su éxito, la canción del mismo nombre fue la primera canción del movimiento Outlaw.
Reshen logró que RCA aceptara unos términos de contrato consistentes en $75000 en el momento y casi todo el control artístico, mientras que las negociaciones sobre los tours apuntaron a ganar dinero por las entradas vendidas.
Waylon finalmente consiguió un contrato de grabaciones digno de una estrella de rock; Reshen le aconsejó que se dejara crecer la barba, para mostrar una imagen más acorde con ese género. 
En 1973, de vuelta a la industria la música bajo el auspicio de Atlantic Records, Jennings iba camino de ser una súper estrella. Ahora vivía en Austin, Texas mientras su amigo Nelson incursionaba en el rock atrayéndose a una diversa gama de fanes. Nelson había firmado con Atlantic Records cuando tuvo el momento querían que Jennings firmara también pero como la popularidad Nelson iba en crecimiento RCA estaba preocupado por perder a otro artista popular, lo cual Jennings ocupó en su ventaja negociando su contrato por más dinero. Atlantic Records estaba tratando ahora de contratar a Jennings, pero, a la vista de la creciente popularidad de Nelson, que trabajaba para ellos, RCA decidió renegociar el contrato que tenía con Jennings y pagarle más, para no perder lo que podía ser una potencial estrella.
Su carrera discográfica siguió adelante con los CD Lonesome, Orn'ry and Mean, Honky Tonk Heroes en 1973, los cuales fueron los primeros álbumes grabados bajo su nuevo dominio creativo. Los álbumes fueron comercialmente exitosos, siendo también alabados por la crítica. Más álbumes exitosos los siguieron: The Ramblin' Man This Time en 1974 Dreaming My Dreams. 
En 1975, en algún punto de los años 70, Jennings se volvió adicto a las anfetaminas, consumiendo miles de dólares cada día, que sacaba de los éxitos comerciales que tenía.
En 1976, Jennings empezó a redefinir su estilo con colaboraciones junto a su amigo Nelson en el álbum recopilatorio Wanted: The Outlaws!, que fue el primer disco de platino country que obtuvieron. El siguiente año RCA lanzó el disco Ol' Waylon que produjo otro gran éxito en dueto con Willie Nelson, en la forma de un tema llamado "Luckenbach, Texas (Back to the Basics of Love)". Waylon y Willie produjeron en 1978 su mayor éxito: "Mamas Don't Let Your Babies Grow Up to Be Cowboys" para el CD Waylon & Willie. Luego se lanzó "I've Always Been Crazy", seguido de un álbum de grandes éxitos en 1979.
En los 80 Jennings era completamente adicto; sus finanzas estaban tambaleándose, y pronto acabó en la bancarrota, gastando cada dólar que lograba con las giras para pagar sus deudas. Se concentró menos en su trabajo, y las giras decayeron por los excesos. En un caso muy publicitado, Jennings fue arrestado por agente federales en 1977 por posesión, pero debido a una serie de errores cometidos por el gobierno, fue liberado de los cargos más adelante. El episodio fue contado en la canción Jennings "Don't You Think This Outlaw Bit's Done Got out of Hand?".

## Adicción y recuperación
Jennings decidió que era momento de dejar sus adicciones, al menos de momento. Pasó por un proceso de rehabilitación, y admitió en entrevistas que la mayor inspiración para desintoxicase permanentemente era su pequeño hijo Andrew Jennings. En 1984 eliminó por completo su adicción a las drogas.
Su vida tras la rehabilitación estaba plagada de problemas médicos, incluyendo ataques cardíacos y diabetes, traídos por el voraz apetito que desarrolló después de dejar de consumir. Pese a esto, Jennings siguió grabando y haciendo giras en los ochenta y noventa.

## Años recientes
Fuera de la industria de la música, Jennings también fue conocido por ser el narrador de la serie de televisión The Dukes of Hazzard y su predecesor Moonrunners. El tema de la serie Dukes Hazzard es una composición original de Jennings llamada "Good Ol' Boys", y es uno de los temas de televisión más recordados por los norteamericanos. También apareció en la serie Casado Con Hijos e hizo una pequeña aparición en 1985 una película de Barrio Sésamo.
Jennings también se unió a USA for Africa en la grabación de la canción "We Are the World", pero, temperamental como siempre, dejó el estudio tras discutir sobre si la canción debía ser escrita en suajili, discusión que irónicamente cerró Stevie Wonder tras la marcha de Jennings al apuntar que en Etiopía no se hablaba suajili.
Al principio de los 90, Jennings se hizo buen amigo del grupo Metallica, sobre todo del vocalista James Hetfield, y fue una influencia para el álbum Load, de 1996. En 2003, James Hetfield apareció en el álbum I've Always Been Crazy: Waylon Jennings colaborando en la canción "Don't You Think This Outlaw Bit's Done Got Out of Hand?". 
En 1998, se unió al grupo Old Dogs junto a Bobby Bare, Jerry Reed, Mel Tillis Shel Silverstein. Juntos lanzaron solo un álbum llamado simplemente Old Dogs.
En algún momento también de 2001, Jennings puso su voz para un episodio de la serie Padre de Familia en un trozo en el cual se parodia la serie Dukes of Hazzard. El episodio se llamó "To Love and Die in Dixie", y fue lanzado en noviembre del 2005. También narró una pelea en un episodio anterior (el episodio 3 de la temporada 1) llamado Chitty Chitty Death Bang.
Jennings contrajo una diabetes que le hizo acabar sus giras. El 19 de diciembre de 2001 su pie izquierdo le fue amputado en un hospital de Mesa (Arizona), por una infección degenerativa. En 2002, por complicaciones con su diabetes, murió mientras dormía a los 64 años en Master (Arizona). Fue enterrado en el cementerio de Mesa.

## Reconocimiento
Entre 1966 y 1995, 54 álbumes de Waylon Jennings llegaron a estar entre los más vendidos, alcanzando 11 el número 1. De 1965 a 1991, sacó 96 singles, y de ellos llegaron al primer puesto 16. 
Dejando lado el trabajo junto a The Highwaymen, los grandes éxitos personales de su carrera incluyeron el CD WWII en 1982 (junto a Willie Nelson), Will the Wolf Survive en 1985, The Eagle en 1990, y Too Dumb for New York City, Too Ugly for L.A. en 1992.
En octubre de 2001, fue inscrito en el Salón de la Fama del Country, pero en un acto final de desafío, no fue a la ceremonia y mandó en su lugar a su hijo Buddy Dean Jennings.
En 2005 se lanzó la canción Only Daddy That'll Walk the Line retratando su vida. Waylon fue representado por su hijo, pero aunque hubo intención, no se parecía mucho al Jennings de 1966, cuando compartía con Johnny Cash un apartamento a las afueras de Nashville.
En julio de 2006, le pusieron en el Rock Walk de Hollywood junto a su compañero Kris Kristofferson. En el mismo año, recibió un John Schneider por haber compuesto la canción principal de la serie Dukes of Hazzard y haber sido el narrador de la misma.
En junio de 2007, la Academia de la Música Country le entregó a título póstumo el Cliffie Stone Pioneer Award.

## Discos

### Discos de estudio
- 1964 - JD's
- 1966 – Folk-Country
- 1966 – Leavin' Town
- 1966 – Nashville Rebel (banda sonora)
- 1967 – Waylon Sings Ol' Harlan
- 1967 – Love of the Common People
- 1967 – The One and Only
- 1968 – Hangin' On
- 1968 – Only the Greatest
- 1968 – Jewels
- 1969 – Just to Satisfy You
- 1969 – Country-Folk (junto a The Kimberlys)
- 1970 – Waylon
- 1970 – Don't Think Twice
- 1970 – Ned Kelly (banda sonora)
- 1970 – Singer of Sad Songs
- 1971 – The Taker/Tulsa
- 1972 – Good Hearted Woman
- 1972 – Ladies Love Outlaws
- 1973 – Lonesome, On'ry and Mean
- 1973 – Honky Tonk Heroes
- 1974 – This Time
- 1974 – The Ramblin' Man
- 1975 – Dreaming My Dreams
- 1976 – Wanted! The Outlaws Mrs waylon jennings
- 1976 – Mackintosh & T.J. (banda sonora)
- 1976 – Are You Ready for the Country
- 1976 – Waylon Live
- 1977 – Ol' Waylon
- 1978 – I've Always Been Crazy
- 1979 – What Goes Around Comes Around
- 1980 – Music Man
- 1982 – Leather Lace Jessi jennings )
- 1982 – Black on Black
- 1983 – It's Only Rock and Roll
- 1983 – Waylon and Company
- 1984 – Never Could Toe the Mark
- 1985 – Turn the Page
- 1986 – Sweet Mother Texas
- 1986 – Will the Wolf Survive
- 1986 – Heroes (junto a Johnny Cash)
- 1987 – Hangin' Tough
- 1987 – A Man Called Hoss
- 1988 – [[Clyde (Waylon Jennings)
- 1990 – The Eagle
- 1992 – Too Dumb for New York City, Too Ugly for L.A.
- 1992 – Ol' Waylon Sings Ol' Hank
- 1993 – Cowboys, Sisters, Rascals & Dirt
- 1994 – Waymore's Blues (parte II)
- 1996 – Right for the Time
- 1998 – Closing in on the Fire
- 2000 – Never Say Die: Live
- 2006 – Live from Austin, TX
- 2006 – Waylon Sings Hank Williams
- 2007 - Never Say Die: The Complete Final Concert

### Recopilaciones
- 1970 – The Best of Waylon Jennings
- 1973 – Ruby, Don't Take Your Love to Town
- 1973 – Only Daddy That'll Walk the Line
- 1979 – Greatest Hits
- 1984 – Waylon's Greatest Hits, Volume 2
- 1985 – The Collector's Series
- 1985 – The Waylon Files, Vol 1-15
- 1986 – The Best of Waylon
- 1989 – The Early Years
- 1989 – New Classic Waylon
- 1993 – Waylon Jennings - The RCA Years - Only Daddy That'll Walk the Line
- 1996 – The Essential Waylon Jennings jessi jennings
- 1996 – Super Hits 1
- 1998 – Super Hits 2
- 2000 – 20th Century Masters - The Millennium Collection: The Best of Waylon Jennings
- 2004 - The Complete MCA Recordings
- 2006 – Nashville Rebel (box set de 4 CD)

### Junto a Willie Nelson
- 1978 – Waylon and Willie
- 1982 – WWII
- 1983 – Take It to the Limit
- 1991 – Clean Shirt
- 1999 – Waylon and Willie Super Hits

### Junto a The Higwaymen
Willie Nelson, Kris Kristofferson, Johnny Cash and Waylon Jennings
- 1985 – Highwayman 1
- 1990 – Highwayman 2
- 1995 – The Road Goes on Forever
- 1999 – Super Hits]]
- 2005 – The Road Goes on Forever (relanzamiento)

### Otras Colaboraciones
- 2004 - The Crickets and Their Buddies, junto a The Crickets y varios artistas.

## Premios
| Año  | Premios                                                             | Ceremonia                             |
| ---- | ------------------------------------------------------------------- | ------------------------------------- |
| 2007 | Premio Pioneer                                                      | Academia de música Country            |
| 2007 | Premio a los Logros de una Vida (Lifetime Achievement Awards)       | Festival de Compositores de Nashville |
| 2006 | Introducido en el Paseo del Rock de Hollywood                       | Paseo del Rock de Hollywood           |
| 2003 | Posición número 5 de los Mejores 40 Hombres en la Industria Country | CTM                                   |
| 2001 | Elegido para pertenecer al salón la fama de Música Country          | Salón de la Fama de Música Country    |
| 1985 | Canción del Año                                                     | Academia de música Country            |
| 1978 | Mejor Presentación Country por un Dúo o Grupo con Vocalista         | Grammy                                |
| 1976 | Álbum del Año                                                       | Premios a la Música Country           |
| 1976 | Canción del Año                                                     | Premios a la Música Country           |
| 1976 | Dúo Vocal del Año                                                   | Premios a la Música Country           |
| 1975 | Vocalista Hombre del Año                                            | Premios a la Música Country           |
| 1969 | Mejor Presentación Country por un Dúo o Grupo con Vocalista         | Grammy                                |